# بخش کوئمبتور
بخش کوئمبتور (به انگلیسی: Coimbatore district) یک بخش در هند است که در تامیل نادو واقع شده‌است. بخش کوئمبتور ۴٬۷۲۳ کیلومتر مربع مساحت و ۳٬۴۷۲٬۵۷۸ نفر جمعیت دارد.